# Province de Taza
 (novembre 2011).
Si vous disposez d'ouvrages ou d'articles de référence ou si vous connaissez des sites web de qualité traitant du thème abordé ici, merci de compléter l'article en donnant les références utiles à sa vérifiabilité et en les liant à la section « Notes et références ».
La province de Taza est une subdivision à dominante rurale de la région de Fès-Meknès, au Maroc. Elle tire son nom de son chef-lieu, Taza. La moitié nord de la province (au nord de la ville) fait partie du Rif oriental.

## Géographie
La province de Taza s’étend sur une superficie de 14 400 km2 pour 743 237 habitants. Elle se trouve au nord-est du Maroc. Elle est bordée au nord par les provinces d'Al Hoceïma et de Driouch, à l'est par les provinces de Driouch et de Guercif, au sud par la province de Sefrou et à l'ouest par les provinces de Sefrou et Tanouate. En 2009, la province de Guercif a vu le jour par démembrement de son territoire, prenant 50,73 % de sa superficie.
Les principaux centres urbains de la province sont Taza (152 796 hab. en 2010), Aknoul, Tahla et Oued Amlil, auxquels viennent s'ajouter d'autres, moins peuplés (Taïnaste, Ajdir, Tizi Ouasli, Bab Merzouka et Bab Boudir).
Hormis le « couloir » que constituent la vallée de l'oued Inaouen et la plaine de Guercif, le reste de la province est dominé par les montagnes. La province occupe en fait la zone qui relie le Rif au Moyen Atlas, les deux chaînes montagneuses se resserrant au niveau du col de Touaher (559 m d'altitude). À 13 km de ce col se trouve Taza, dont la ville ancienne est construite sur le dernier rocher du Moyen Atlas ; derrière se dressent les imposantes montagnes atlassiques et en face, telles un mur, les collines du pré-Rif. La zone pré-rifaine se prolonge par les montagnes du Rif pour atteindre une altitude de 2 000 m. Le Moyen Atlas étant de formation plus récente, il atteint dans la province des altitudes dépassant les 3 000 m au niveau du massif de Bouiblane.
À l'extrémité la plus au nord du Moyen Atlas, près de Taza, s'étend le parc national de Tazekka.

## Histoire
Des prospections archéologiques entre le village de Saka (province de Taza) et celui de Mont Araoui (province de Nador) ont mis au jour deux sites préhistoriques importants.